# Mario Jurić (nogometaš)
Mario Jurić (Gradačac, 7. kolovoza 1976.) je bosanskohercegovački nogometaš. U bosanskohercegovačku nogometnu reprezentaciju pozvao ga je 2008. godine Miroslav Blažević.
Godine 2010. osnovao je Hrvatsku udrugu "Nogometni sindikat" i obnaša dužnost glavnog tajnika.
Radio je kao pomoćni trener u NK Kustošija i NK Rudeš

## Igračka priznanja
- Godine 2004. i 2005. proglašen je najboljim igračem Šinika iz Jaroslavlja.
- Godine 2000. i 2003. osvojio prvenstvo 1. HNL s NK Dinamo Zagreb.
- Godine 2001. i 2002. osvojio Hrvatski kup s NK Dinamo Zagreb.
- Godine 2002. i 2003. osvojio Superkup s NK Dinamo Zagreb.

## Vanjske poveznice
- Profil na stranicama NK Slaven Belupo
- Profil na National-Football-Teams.com
- Profil  Arhivirana inačica izvorne stranice od 1. veljače 2016. (Wayback Machine) na Sportnetu
- Profil na transfermarkt.de
- Profil https://premierliga.ru/players/Yurich-Mario